# Sarah Miriam Peale

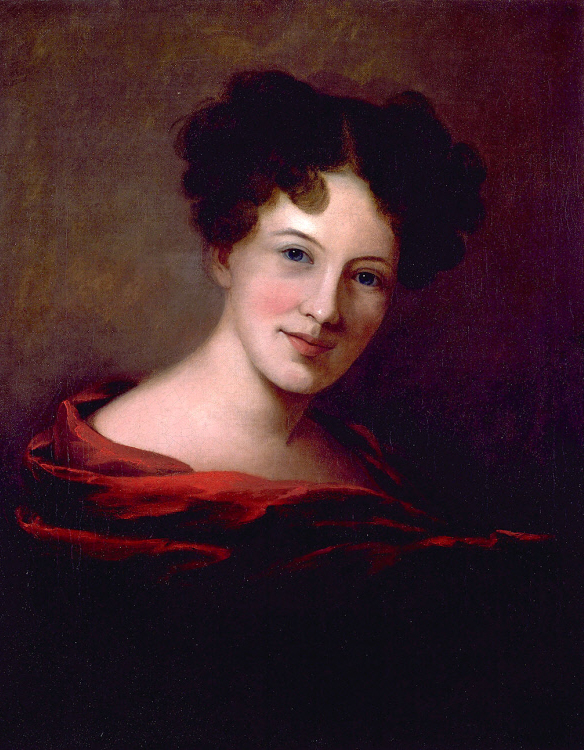
Selbstporträt, 1818

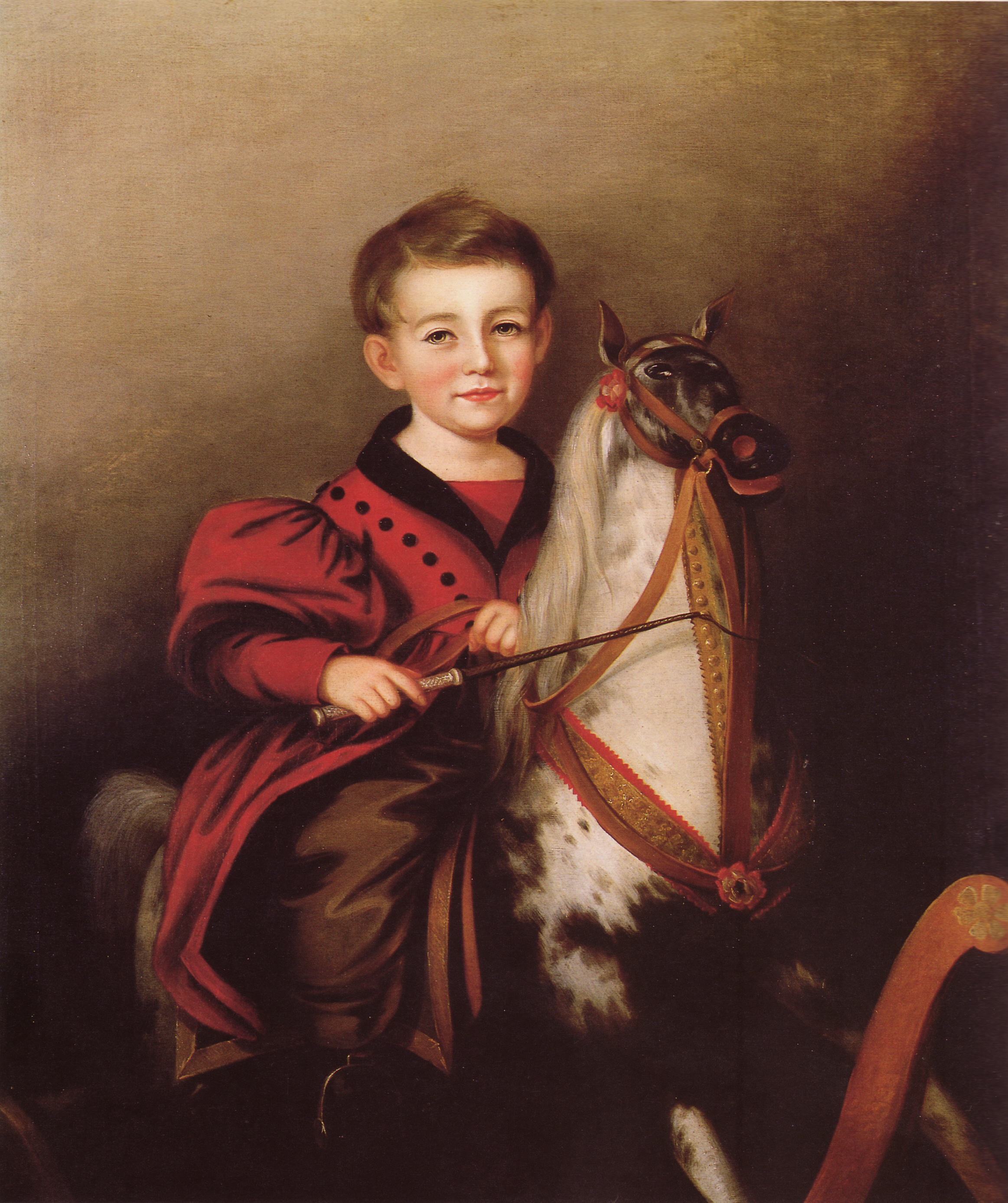
Charles Lavallen Jessop (Boy on a Rocking Horse), 1840

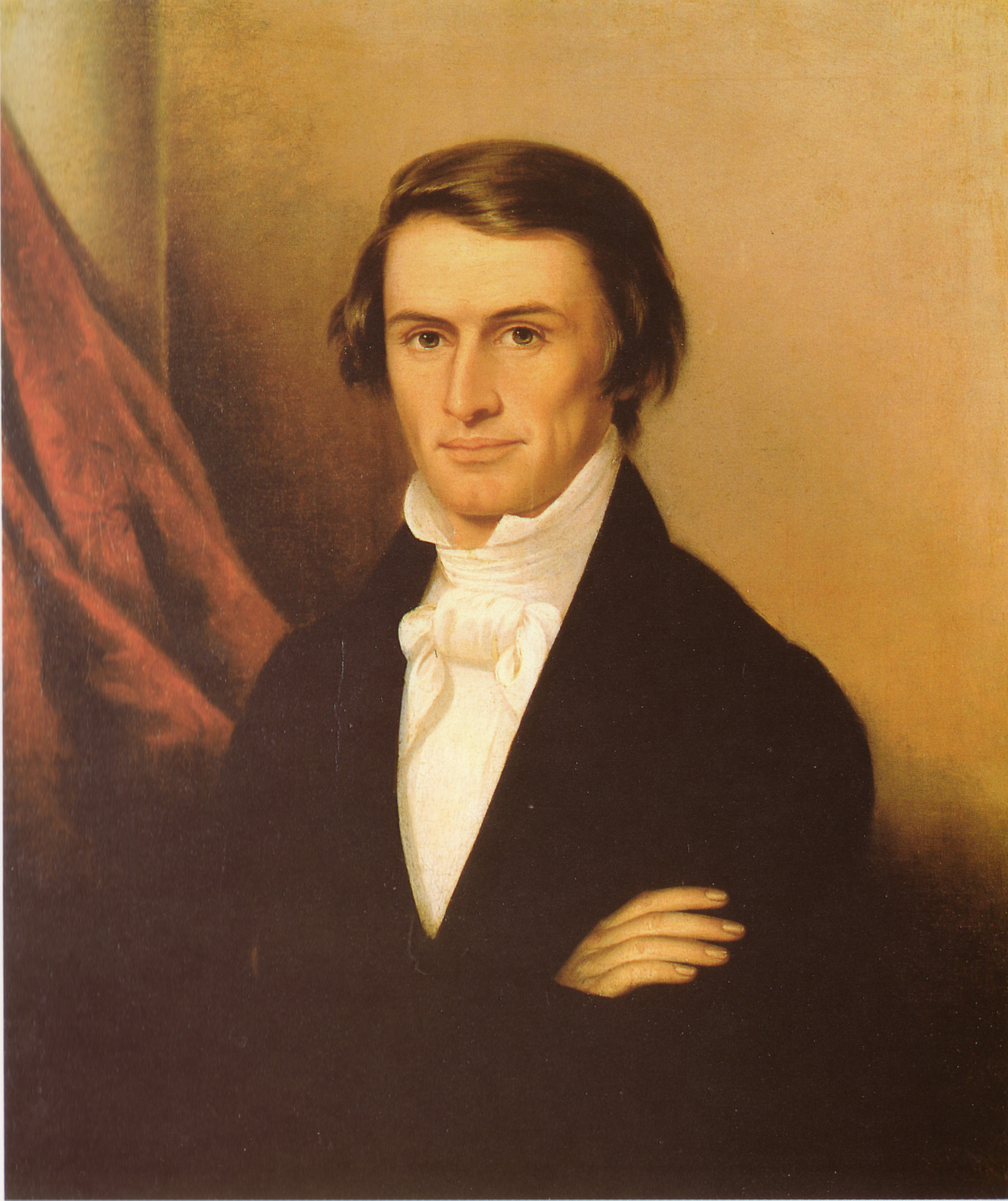
Henry Alexander Wise, 1842

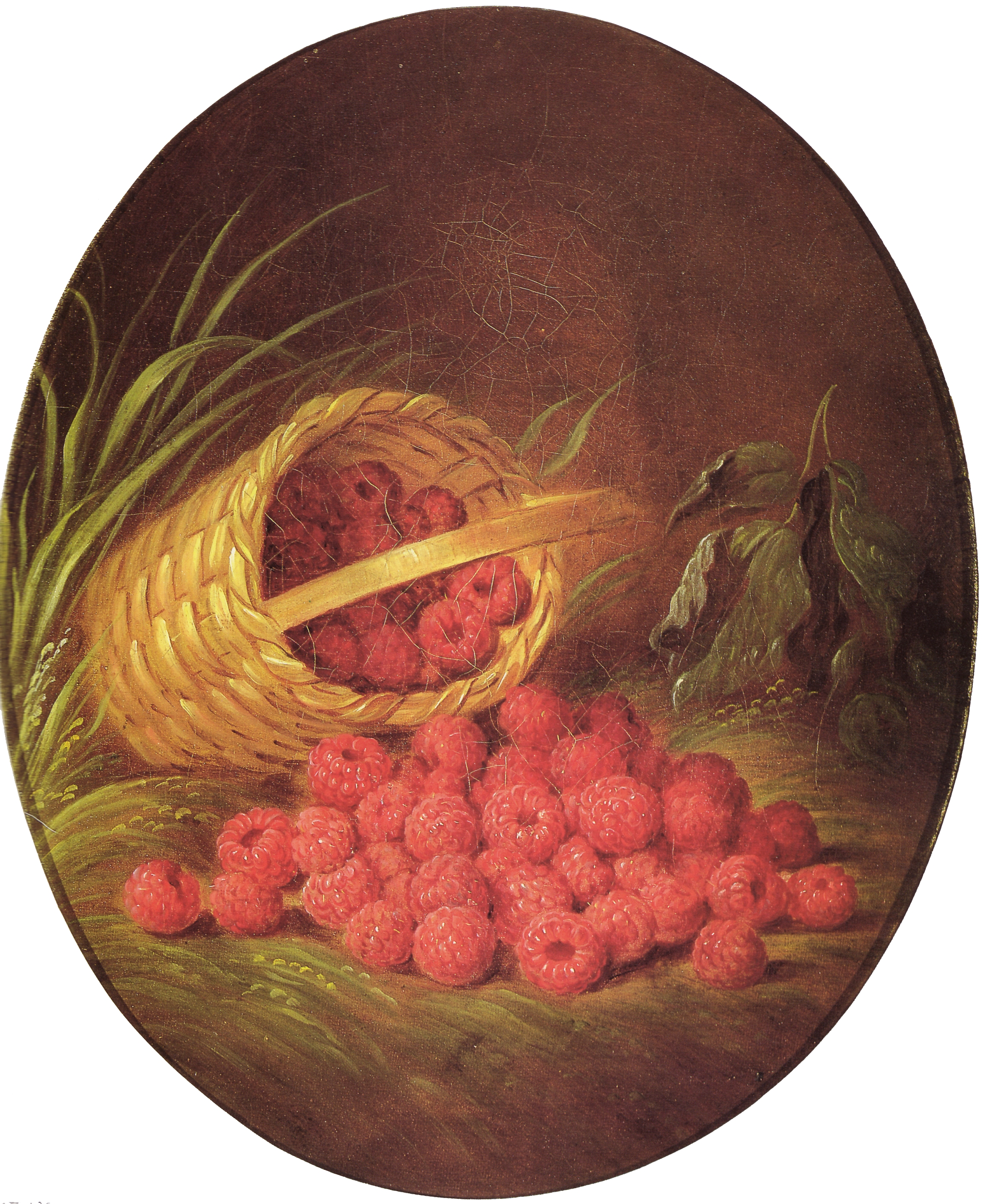
Basket of Berries, 1860

Sarah Miriam Peale (* 19. Mai 1800 in Philadelphia, Pennsylvania; † 4. Februar 1885 ebenda) war eine US-amerikanische Malerin, die Stillleben, aber vor allem Porträts malte. Peale blieb unverheiratet und verdiente soweit bekannt als erste Malerin in den USA mit der Malerei ihren Lebensunterhalt. Sie war Mitglied der Peale-Familie.

## Leben
Peale war die jüngste Tochter des Malers James Peale und die Nichte von Charles Willson Peale. Ihre älteren Schwestern Anna Claypoole Peale (1791–1878) und Margaretta Angelica Peale (1795–1882) waren ebenfalls Malerinnen. Über ihre Mutter Mary Chambers Claypoole stammt Peale von Oliver Cromwell ab.
In der Ausbildung Peales zur Malerin spielte auf jeden Fall ihr Vater eine bedeutende Rolle. Auch andere Mitglieder der verzweigten Künstlerfamilie Peale werden als ihre Lehrer genannt, standen aber nur bedingt zur Verfügung. Ihr Onkel Charles Willson Peale, der Begründer der Künstlertradition der Familie, hatte sich 1810 auf eine Farm nahe Germantown zurückgezogen. Ihr Cousin Rembrandt Peale hielt sich mehrfach in Europa auf und ging dann nach Baltimore, wo er ein Museum einrichtete. Ihr Cousin Raphaelle Peale, ebenfalls ein ausgezeichneter Künstler, litt unter Alkohol- und Eheproblemen.
Peales erstes Gemälde war (nicht untypisch für ihre Familie) ein Selbstporträt, das um 1818 entstand. Bereits in dieser Zeit stellte Peale in den jährlichen Ausstellungen der Pennsylvania Academy of the Fine Arts (PAFA) aus. Hunter berichtet sogar, dass sie bereits 1817 dort Flowers ausstellte. 1818 stellte sie Portraits aus und 1819 portraits and still life. Dies setzt sich auch in den Folgejahren fort. Spätestens in dieser Zeit wurde Charles Willson Peale auf ihr Talent aufmerksam.
1824 wurden Peale und ihre Schwester Anna Claypoole Peale von der PAFA als erste Frauen überhaupt zu Academicians ernannt. Im Gegensatz zu Anna setzte Sarah Miriam Peale jedoch nur selten die Auszeichnung P. A. hinter ihren Namen.
Sowohl 1818 als auch 1820 hielt sich Peale in Baltimore im Museum ihres Cousins Rembrandt Peale auf und studierte seine Kunst. 1822 als Rubens Peale das Museum übernommen hatte, stellten Sarah Miriam Peale und Anna Claypoole Peale dort aus und Sarah Miriam Peale übernahm in Baltimore einige Porträt-Aufträge. 1825 zog Peale permanent nach Baltimore und blieb dort 22 Jahre. Bis 1829 (als das Museum geschlossen wurde) hatte sie ihren Arbeitsplatz im Museum. Alleine aus der Baltimorer Zeit sind über 100 Gemälde bekannt. Andere Künstler in Baltimore waren Jacob Eichholtz, John Vanderlyn, John Wesley Jarvis, Thomas Sully, Chester Harding, W. J. Hubard, John C. Darley, John Beale Bordley und Alfred Jacob Miller. Peale malte mehr Porträts als jeder einzelne von ihnen, möglicherweise so viele wie alle zusammen.
In den frühen 1840er Jahren reiste Peale mehrfach nach Washington, D.C., um bedeutende Politiker zu malen. 1846 verschlechterte sich der Gesundheitszustand Peales und sie zog auf Einladung von Nathaniel Child nach St. Louis, wo sie 30 Jahre blieb. In den 1860er und 1870er Jahren richtete sich Peales Interesse wieder auf Stillleben. 1878 kehrte Peale nach Philadelphia zurück, um mit ihren Schwestern Anna Claypoole und Margaretta Angelica zu leben.

## Werke
- Selbstporträt, 1818, Öl auf Leinwand, 61,2 × 48,3 cm, National Portrait Gallery, Smithsonian Institution, Washington, D.C.
- Anna Maria Smyth, 1821, Öl auf Leinwand, 91,4 × 71,1 cm, Pennsylvania Academy of the Fine Arts, Philadelphia
- Fruits and Wine, 1822, Öl auf Leinwand, 29,8 × 40,6 cm
- Mrs. Rubens Peale and Son, 1823, Öl auf Leinwand, 76,2 × 60,9 cm, The Peale Museum, Baltimore
- Jose Silvestre Rabello, 1826, Öl auf Leinwand, 70,5 × 89,2 cm, Brazilian Embassy Collection, Washington, D.C.
- Still Life: Grapes and Watermelon, 1828, Öl auf Leinwand, 36,2 × 48,3 cm, Maryland Historical Society, Baltimore
- Peaches and Grapes in a Porcelain Bowl, 1829, Öl auf Leinwand, 29,8 × 38,1 cm, Montclair Art Museum, Montclair, New Jersey
- Selbstporträt, 1830, Öl auf Leinwand, 68,6 × 50,8 cm, The Peale Museum, Baltimore City Life Museums
- Charles Lavallen Jessop (Boy on a Rocking Horse), 1840, Öl auf Leinwand, 90,1 × 106 cm
- Mrs. William Crane, 1840, 75,6 × 62,9 cm, San Diego Museum of Art, California
- Charlotte Ramsay Bobinson, 1840, Öl auf Leinwand, oval, 96,5 × 66 cm, The Peale Museum, Baltimore City Life Museums
- Henry Alexander Wise, 1842, Öl auf Leinwand, 74,9 × 62,2 cm, Virginia Museum of Fine Arts, Richmond
- Senator Thomas Hart Benton, 1842, Öl auf Leinwand, 76,2 × 63,5 cm, Missouri Historical Society, Saint Louis
- Basket of Berries, 1860, Öl auf Leinwand, oval, 30,5 × 25,4 cm
- Senator Lewis Fields Linn, Öl auf Leinwand, Missouri Historical Society, Saint Louis